# Univerzitet Džeđanga
Univerzitet Džeđanga (skraćeno ZJU; kineski: 浙江大学; pinjin: Zhèjiāng Dàxué), sa kolokvijalnim nazivom Džeda, elitni je univerzitet C9 lige smešten u Hangdžou, glavnom gradu provincije Džeđang. Osnovan 1897. godine, Džeđanški univerzitet jedan je od najstarijih, najselektivnijih i najprestižnijih institucija visokog obrazovanja u Kini. Ovaj univerzitet je organizovan u 37 koledža, škola i odeljenja koji nude više od 140 osnovnih i 300 postdiplomskih programa.
Univerzitet je takođe prema klasifikaciji kineskog Ministarstva obrazovanja svrstan u Klasu A univerziteta dvostruke prve klase i aktivan je član Saveza univerziteta eelte Jangcea, Asocijacije univerziteta pacifičkih oboda, Svetske mreže univerziteta, Međunarodne asocijacije univerziteta i Globalne univerzitetske mreže za inovacije.
Osoblje ovog univerzitet broji više od 3.741 naučnika, uključujući 45 članova iz Kineske akademije nauka i Kineske akademije inženjerstva, 10 viših profesora za liberalne i humanističke nauke (文科资深教授), 121 profesora Čang Đang naučnog programa i 133 primaoca Nacionalnog naučnog fonda za istaknute mlade naučnike.
Džeđanški univerzitet održava 5 akademskih biblioteka. Zbirka biblioteke u celini sadrži više od 7,7 miliona tomova, što je čini jednom od najvećih akademskih kolekcija u Kini. Univerzitet takođe uključuje 7 pridruženih bolnica, 1 muzej, 2 međunarodna zajednička instituta i može se pohvaliti sa preko 150 studentskih organizacija.

## Istorija

### Dinastija Ćing
Godine 1897, tadašnji gradonačelnik Hangdžoa, Lin Ći (tradicionalni kineski: 林啓; uprošćeni kineski: 林启; pinjin: Lín Qǐ; Vejd-Džajls: Lin Ch'i) uspostavio je „Ćuši akademiju” (求是書院; 求是书院; Qiúshì Shūyuàn; Ch'iu-shih-shu-yüan). Lin je studirao u zapadnom sistemu višeg obrazovanja i primenio je njegove principe na Ćuši akademiju. Ova institucija je preimenovana Čeđiang koledž (浙江大學堂; 浙江大学堂; Zhèjiāng Dàxuétáng) 1902. godine, i u Čeđianške više institute 1903.
Druga institucija koja je uzela u obzir ranu istoriju Džeđanškog univerziteta bila je Jujing Sjuetang (Škola Jujing ili Sjuetang koledž), osnovana 1902. godine. Preimenovana je u Jujing Jišu (Javna škola Jujing), a zatim u Jujing akademija. Godine 1911, Jujing akademija je postala Džiđang Sjuetang (Džiđang koledž) i preselila se na brdo Ćinvang (kineski: 秦望山), izvan Hangdžoa.

### 1912–1937
Godine 1912. osnovana je Medicinska škola Džeđang, koja se kasnije razvila u provincijski medicinski koledž Džeđang i postala je deo Džeđanškog univerziteta.
Godine 1927. neke škole i fakulteti (npr. industrijski i poljoprivredni koledži/škole) spojene su u Ćuši akademiju. Tada je naziv proširene škole promenjen u „Nacionalni univerzitet Trećeg Sun Džungšana” (ili Nacionalni univerzitet trećeg Suena Jatsena), prema Suenu Jatsenu. Dana 1. aprila 1928. preimenovan je u „Univerzitet Če Điang” (sada Džeđanški univerzitet od naziva u pinjinu), a iste godine je dodata reč „nacionalni”, te je naziv postao „Nacionalni Če Điang univerzitet” (國立浙江大學; 国立浙江大学; Guólì Zhèjiāng Dàxué).

### Ratni period, 1937–1949
U drugoj polovini 1937. godine izbio je Drugi kinesko-japanski rat, i zbog invazije Carske japanske vojske univerzitet se evakuisao iz Hangdžoa u Guejdžou do nakon završetka rata, 1946.
Prema Džozefu Nidamu (koji je dva puta posetio ZJU 1944. godine) u savremenoj kineskoj istoriji visokog obrazovanja ovaj univerzitet se smatra „Kembridžom istoka”. Nacionalni univerzitet Če Điang bio je konzistentno rangiran među tri najbolja u naciji u to vreme.
Tokom ovog perioda, Nacionalni univerzitet Če Điang bio je hvaljen kao jedan od četiri najprominentnija univerziteta u Republici Kini (民國四大名校), zajedno sa Nacionalnim centralnim univerzitetom, Nacionalnim jugozapadnim pridruženim univerzitetom i Nacionalnim univerzitetom Vuhan.

### 1952–1998
Džeđanški univerzitet je podeljen na veći broj jednodisciplinskih koledža tokom preuređenja kineskog sistema tercijarnog obrazovanja 1952. godine. Njegove škole umetnosti i nauke su otišle na bivši Hangdžouski univerzitet ili su se pridružile Fudanskom univerzitetu. Njegove medicinske i farmaceutske škole formirale su Džeđanški medicinski univerzitet. Njegove poljoprivredne i hortikulturne škole su osnovale Džeđanški poljoprivredni univerzitet.
Tokom 1952~1953, njegova odeljenja za hemijsko inženjerstvo i neki drugi tehnološki delovi otišli su u bivšu Hangdžouski školu hemijskog inženjerstva (danas Džeđanški Tehnološki univerzitet, ZJUT). A dekan Li Šouheng, koji je bio jedan od glavnih osnivača modernog hemijskog inženjerstva u Kini, imenovan je prvim predsednikom ZJUT-a.

### Nakon 1998
Godine 1998, uz odobrenje Državnog saveta, uspostavljen je novi Džeđanški univerzitet kao kombinacija četiri glavna univerziteta koji su postojali u Hangdžou tokom prethodnih pola veka, a to su Džeđanški univerzitet, Hangdžouski universiti, Džeđanški poljoprivredni univerzitet i Džeđanški medicinski univerzitet.
Dana 21. septembra 2006, kineski milijarderi Duan Jongping (alumnus Džeđanškog univerziteta) i Ding Lej (rodom iz Džeđanga) donirali su zajedno jednokratnu zadužbinu od 40 miliona američkih dolara Džeđanškom univerzitetu. Suma od 30 miliona američkih dolara bila je od Duana, a 10 miliona od Dinga. Bila je to najveća privatna jednokratna zadužbina univerzitetu u kontinentalnoj Kini. Ceremonija primanja donacije je održana u novoosnovanom Ciđingang kampusu.

## Academici
Džeđanški univerzitet je sveobuhvatan istraživački univerzitet sa nacionalnim i međunarodnim uticajem. Istraživanja na Džeđanškom univerzitetu obuhvataju 12 akademskih disciplina: poljoprivreda, umetnost, ekonomija, obrazovanje, inženjerstvo, istorija, pravo, književnost, menadžment, medicina, prirodne nauke i filozofija. Na rang listi Esencijalnih naučnih indikatora (ESI) od 22 discipline, Džeđanški univerzitet se nalazi među prvih 1% u 15 disciplina i uvršten je u prvih 100 svetskih akademskih institucija u 4 discipline.

U 2018. godini finansiranje istraživanja na Džeđanškom univerzitetu iznosilo je više od 4,56 milijardi RMB (~680 miliona USD). Više od stotinu istraživanih projekata obezbedilo je grant od više od 10 miliona RMB. U 2018. godini izdato je 1.838 kineskih patenata istraživačima ZJU-a, a naučnici ZJU-a su objavili 6.903 članaka.

### Osoblje
Među približno 3.700 stalnog osoblja fakulteta, više od 1.200 članova fakulteta ima zvanje profesora. Osoblje fakultet obuhvata: 23 člana Kineske akademije nauka, 23 člana Kineske akademije inženjerstva, 48 naučnika iz nacionalnog Programa zapošljavanja globalnih stručnjaka, 20 glavnih naučnika nacionalna 973 projekta, 121 dobitnika nagrade Čang Đang (reka Jangce) i 133 dobitnika nagrada Nacionalnog fonda za nauku za ugledne mlade naučnike. Džeđanški univerzitet takođe ima prominentno strano osoblje.

### Studentsko telo
Trenutno je na Džeđanški univerzitet upisano ukupno 54.641 redovnih studenata, uključujući 29.216 postdiplomaca, 10.178 doktoranta i 25.425 studenata. Pored toga, trenutno je prisutno 7.074 međunarodnih studenata koji pohađaju Džeđanški univerzitet.

### Rangiranje
Džeđanški univerzitet se konzistentno nalazi među vodećim kineskim univerzitetima. U 2020. godini je rangiran na 38. mestu univerziteta širom sveta po rangiranju SCImago institucija.